# 소네역 (오사카부)
소네역(일본어: 曽根駅, そねえき)은 일본 오사카부 도요나카시에 있는 한큐 전철 다카라즈카 본선의 역이다. 역 번호는 HK-44이다.

## 역사
- 1912년 5월 30일: 미노오아리마 전기궤도의 다카라즈카 본선 개통과 동시에 영업 개시.
- 1994년 11월: 상행선이 고가역사로 이전. 하행선이 지상 플랫폼 1번 선, 상행선이 고가 플랫폼의 4번 선을 사용.
- 1997년 11월 8일: 하행선이 고가역으로 이전. 현행의 우메다 방면으로 섬식 승강장 1면 2선의 구조가 됨.
- 2000년 1월 29일: 새 하행선과 하행 승강장 사용 개시, 고가화 공사 완료.
- 2001년 4월 25일: 고가시타 상업 시설 "티오 한큐 소네" 오픈.
- 2013년 12월 21일: 역 번호 도입.

## 역 구조
대피 설비를 갖는 섬식 승강장 2면 4선의 고가역이다. 선형 관계상, 홀수번선(1,3번 선)이 주로 본선, 짝수번선(2.4번 선)이 대피선이다.

### 승강장
| 번호 | 노선              | 방향 | 행선                                                |
| ---- | ----------------- | ---- | --------------------------------------------------- |
| 1・2 | ■ 다카라즈카 본선 | 하행 | 이시바시・가와니시노세구치・미노오・다카라즈카 방면 |
| 3・4 | ■ 다카라즈카 본선 | 상행 | 오사카 (우메다)・고베・교토・기타센리 방면          |

- 다카라즈카 방향에는 상하행 본선에 끼는 형태로 회차선이 설치되어 있다. 이것은 입체화 작업 시 지상역 시절의 설비를 복원하는 조건으로 알려진 데에서 따른 것으로 지상역 시절에 설정된 당역 종착 열차는 현행 다이아에서는 설정되지 않아 회송 열차의 반환점과 차량 불량 등의 열차 대피 장소로 이용되고 있다. 고가 완공 이후, 나카쓰 역에서 차량 불량이 생긴 보통 열차가 본 회차선까지 회송되어 유치된 적이 한 번 있었으며 현행의 배선으로 하행 본선(1번 선)에서는 회차선에 진입할 수 없지만 지상역 시절에는 하행 본선(현, 1번 선에 대응)에서도 회차선에 진입하는 것이 가능한 배선으로 되어 있었다.
- 승강장은 2층, 개찰구는 1층에 있다. 개찰구는 1개소만 존재한다. 정차하는 보통과 준급은 모두 8량 편성으로 운행되고 있지만 승강장의 유효 길이는 같은 시기에 고가화된 오카마치 역이나 미쿠니역과 함께 10량 편성 대응으로 아침 러시아워 하행은 10량 편성의 회송 열차가 2번 선으로 대피한다. 또한, 회차 선로 유효 길이는 8량 편성분이다.
- 본 역에는 준급(아침 러시아워에만)이 정차하지만 1990년대 전반까지는 이 역에 정차하는 우등 열차의 설정은 없었다.

## 역 주변
역이 개설된 당시에는 전원 지대였지만, 다이쇼 말부터 쇼와까지 택지 개발이 진행되어 "서쪽의 아시야 동쪽의 소네"와 병칭되는 저택 거리가 되었다. 개발에 즈음해서는 "주택지 개발에는 유력 사찰의 존재 불가결"이라는 고바야시 이치조(한큐 전철 창시자)의 뜻을 두고, 그 때까지 나카쓰에 있던 도코원(싸리나무 절)이 현지로 옮겨졌다.
- 도요나카 시민회관
- 도요나카 시 아쿠아 문화 홀
- 도요나카 시 중앙 공민관
- 아시다가 연못
- 도요나카 소네 우체국
- 도코원(싸리나무 절)
- 도요나카 시 도요시마 공원
  - 도요나카 로즈 구장
- 도요나카 시립 제일 중학교
- 다이에이 소네점
- 하라다 성터
- 오사카 국제공항 - 다만 터미널 빌딩에는 당역에서는 멀고 활주로 남단의 항공기 관찰 포인트인 센리 강둑이 가깝다.

한큐 다카라즈카 본선의 역 중에서는 본 역이 핫토리료쿠치의 근처역이다. 그러나, 노선 버스(소네 ~ 핫토리료쿠치)가 폐지된 이후 교통 수단은 도보 또는 택시 뿐이며, 공원 이용자는 기타오사카 급행 전철 난보쿠 선 료쿠치코엔 역을 이용하는 경우가 많다. 바비큐 광장 등 공원 서쪽을 이용하는 경우에는 어느 역에서 하차해도 소요 시간은 거의 같다. 또한, 본 역과 료쿠치코엔 역 사이는 약 2.8km이다(도보로 약 35분).

## 사진

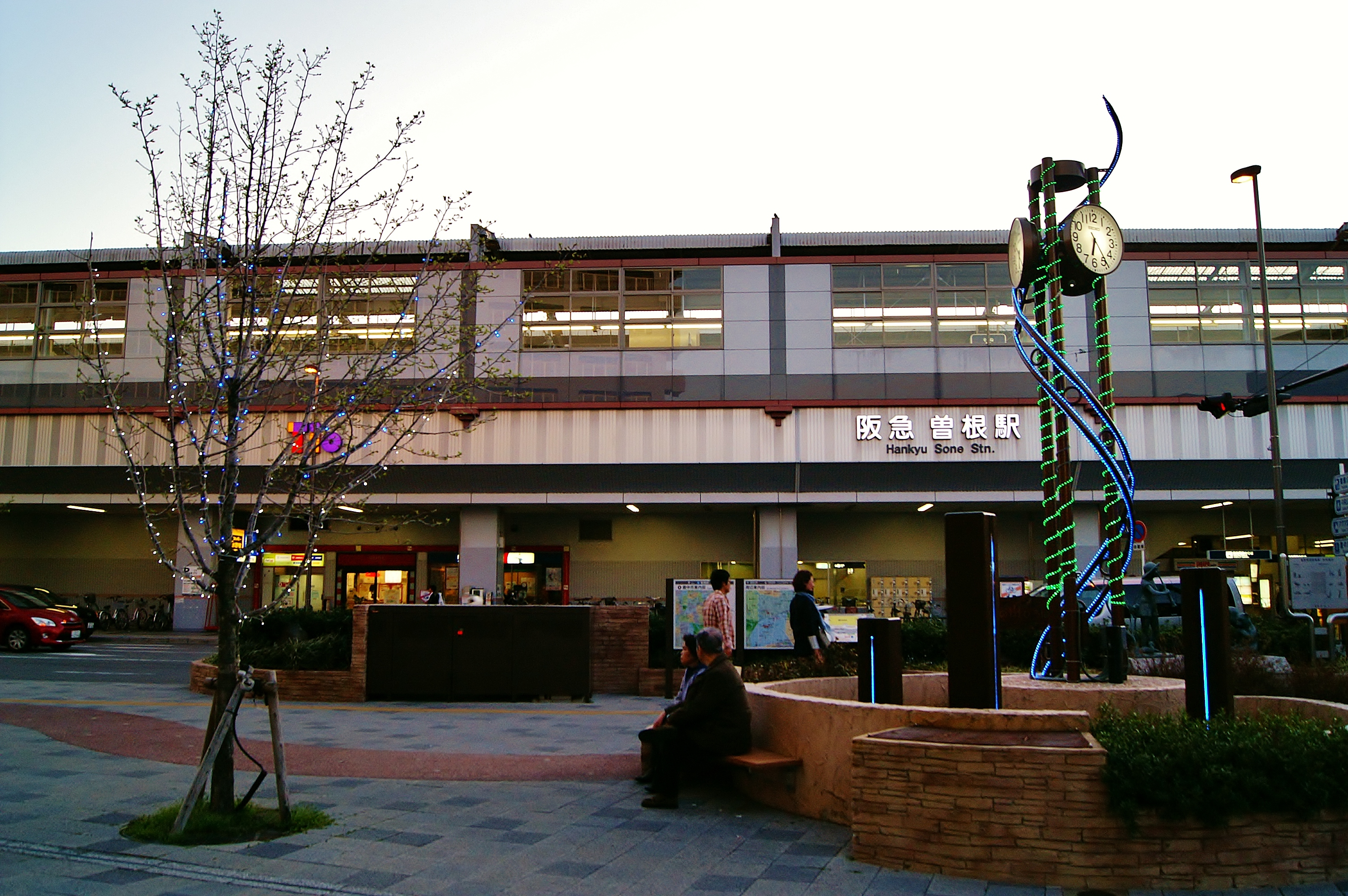
남쪽 출입구
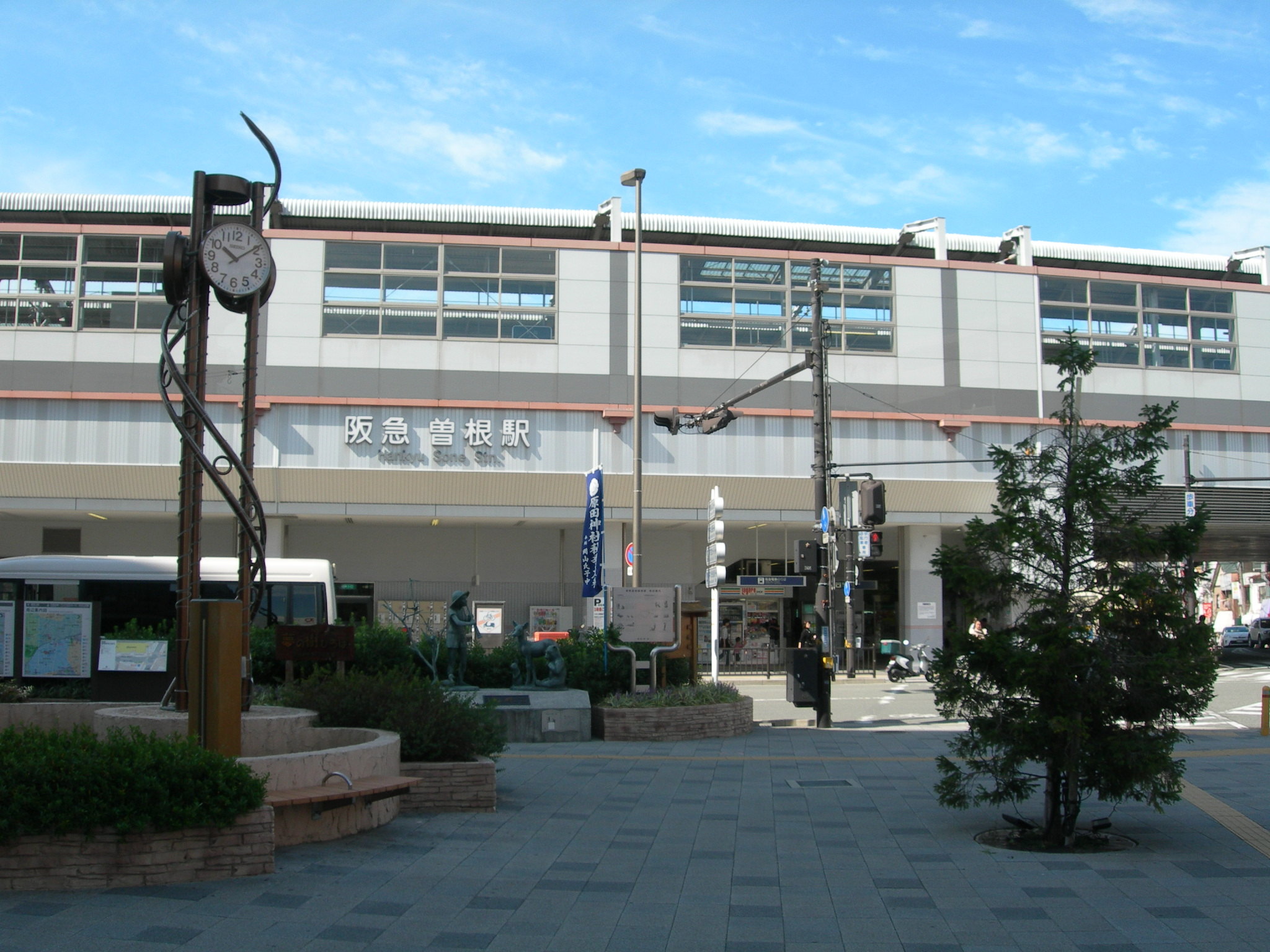
동쪽 출입구 광장
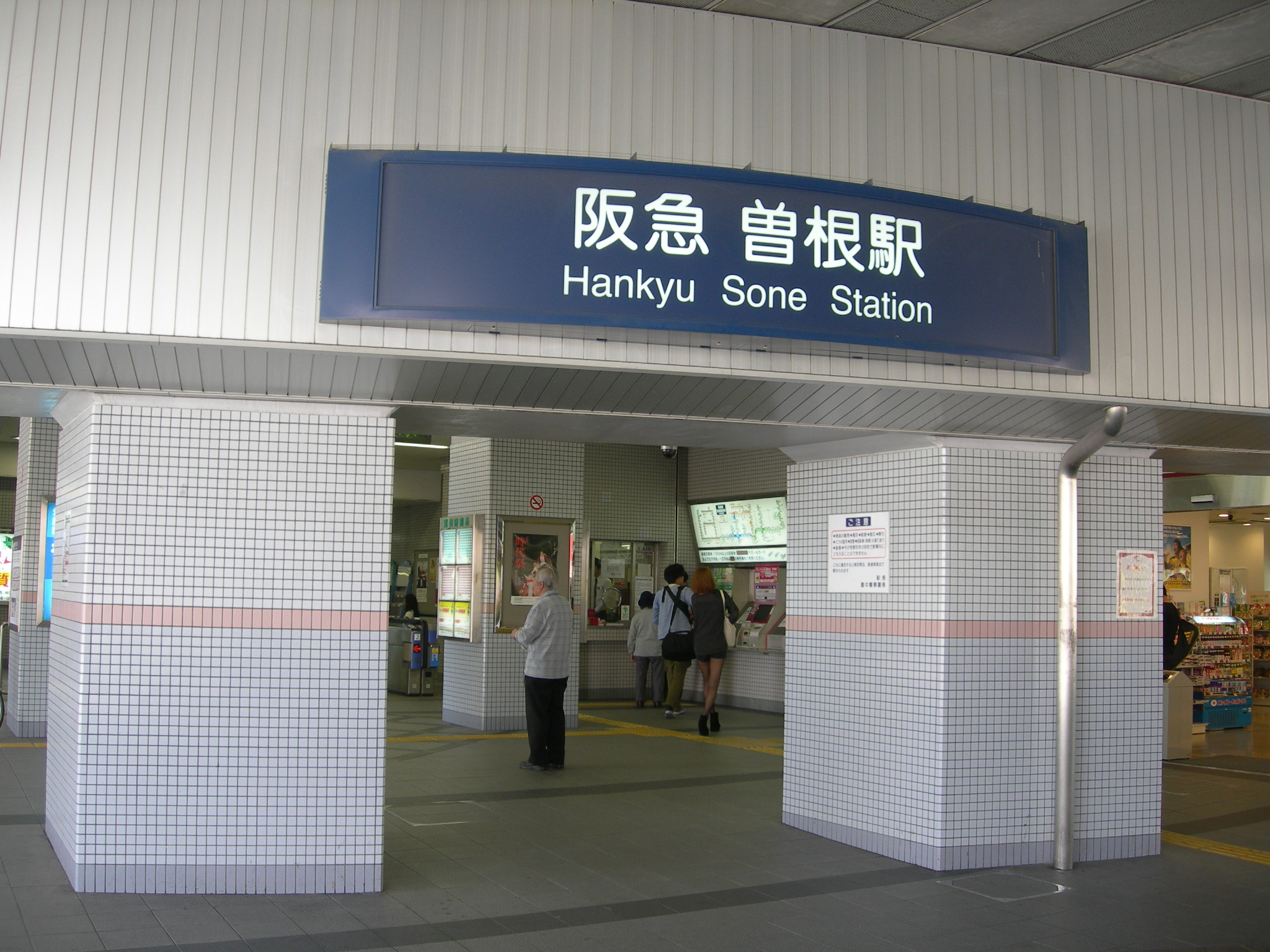
대합실

## 인접역
| 한큐 전철 ■ 다카라즈카 본선  | 한큐 전철 ■ 다카라즈카 본선 | 한큐 전철 ■ 다카라즈카 본선            |
| ---------------------------- | --------------------------- | -------------------------------------- |
| HK-03 주소 우메다 방면       | ■ 준급                      | 오카마치 HK-45 미노오・닛세이추오 방면 |
| HK-43 핫토리텐진 우메다 방면 | ■ 보통                      | 오카마치 HK-45 미노오・다카라즈카 방면 |